# John Howard Dalton

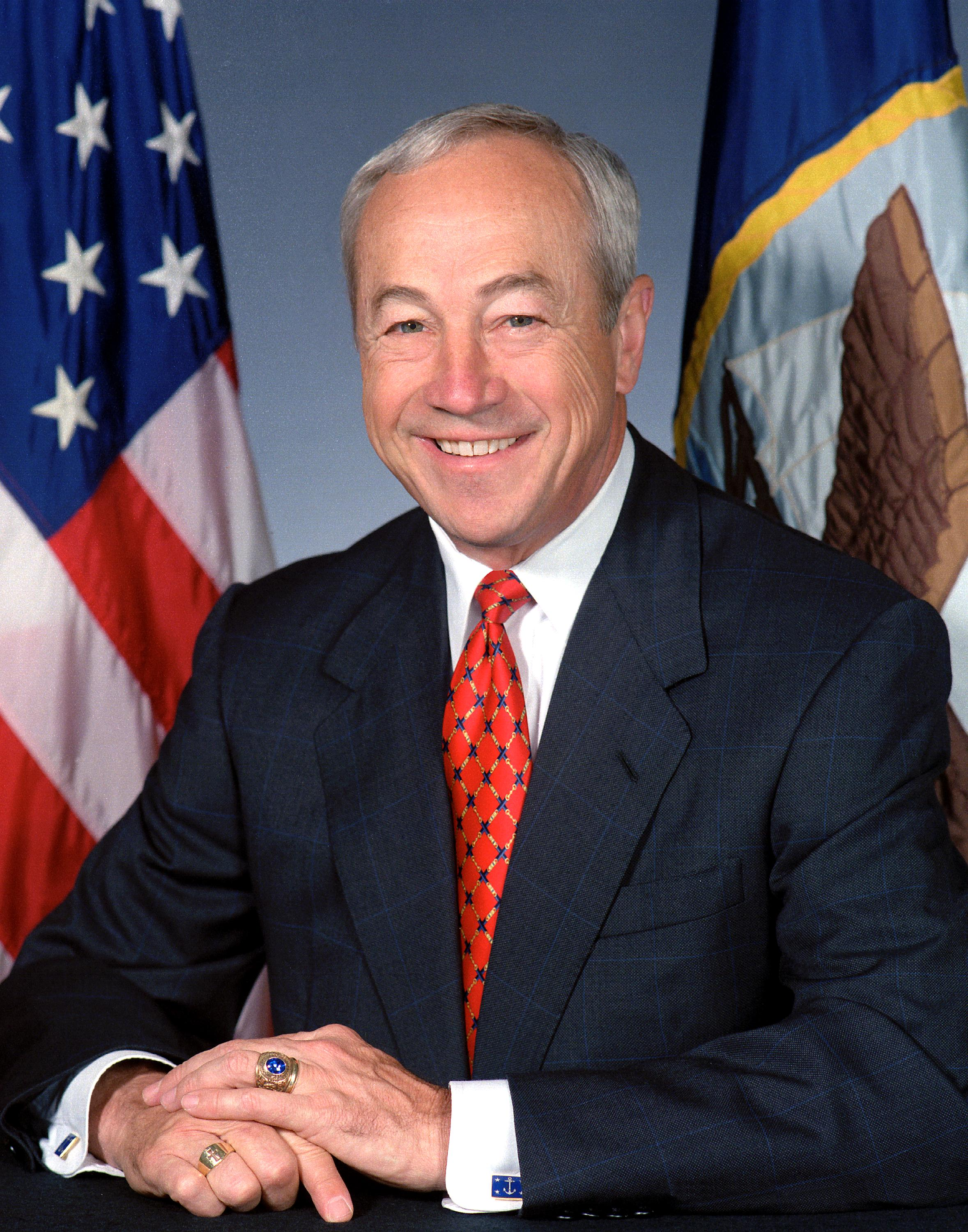
John Howard Dalton

John Howard Dalton (* 31. Dezember 1941 in New Orleans, Louisiana) ist ein US-amerikanischer Geschäftsmann und ehemaliger Politiker, der von 1993 bis 1998 als United States Secretary of the Navy amtierte.
John Dalton besuchte zunächst die Louisiana State University, ehe er nach einem Jahr an die US-Marineakademie in Annapolis wechselte und dort 1964 seinen Abschluss machte. Er gehörte zu den Kandidaten für ein Rhodes-Stipendium. Danach diente er von 1964 bis 1969 in der US Navy, wobei er während dieser Zeit auf den U-Booten Blueback und John C. Calhoun als Offizier eingesetzt wurde. Als aktiver Soldat brachte er es bis zum Rang eines Lieutenant; später stieg er als Mitglied der Marinereserve bis zum Lieutenant Commander auf.
Nach seinem Abschied von der Marine erwarb Dalton 1971 den MBA-Abschluss an der Wharton School of Finance and Commerce der University of Pennsylvania und schlug eine berufliche Laufbahn im Bankgewerbe ein. Er arbeitete zunächst für die Investmentbank Goldman Sachs in Dallas; danach war er für mehrere andere Geldinstitute und Unternehmen in Texas tätig. So wurde er unter anderem Präsident der Immobiliensparte der Gill Companies in San Antonio und CEO der in derselben Stadt ansässigen Freedom Capital Corporation. Er leitete auch die Filiale der in Arkansas beheimateten Investmentbank Stephens Inc. in San Antonio.
Zwischenzeitlich stand Dalton auch erstmals in Regierungsdiensten. US-Präsident Jimmy Carter berief ihn 1977 zum Präsidenten der Government National Mortgage Association, besser bekannt unter dem Namen Ginnie Mae. Im Dezember 1979 folgte die Ernennung zum Mitglied des Federal Home Loan Bank Board, eines Vorläufers des heutigen Office of Thrift Supervision. Diese Unabhängige Bundesbehörde ist mit der Finanzmarktaufsicht betraut. Später übernahm Dalton den Vorsitz der Behörde, die er am 1. Juli 1981 verließ. Er kehrte am 22. Juli 1993 in Staatsdienste zurück, als ihn der neue demokratische US-Präsident Bill Clinton zum Secretary of the Navy ernannte. Diesen Posten bekleidete John Dalton bis zum 16. November 1998; nur John Lehman absolvierte eine längere Amtszeit.
Dalton kehrte danach in die freie Wirtschaft zurück; unter anderem wurde er Vorstandsmitglied von Del Monte Foods und ICx Technologies. 2005 wurde er Präsident des Housing Policy Council beim Financial Services Roundtable, einer Lobby-Organisation im Finanzbereich. Er gehörte ferner dem Beirat des Center for Strategic and International Studies an.